# هووزد (ناحیه راکوونیک)
هووزد (به چکی: Hvozd) یک منطقهٔ مسکونی در جمهوری چک است که در ناحیه راکوونیک واقع شده‌است.